# Демура Степан Геннадійович
Степан Генадійович Демура (рос. Степан Геннадьевич Демура; нар. 12 серпня 1967, Москва) — російський фінансовий аналітик, трейдер, політолог, економіст, колишній оглядач і ведучий телеканала РБК.
Відомий незалежною як від неолібералів, так і від консерваторів точкою зору, яка часто також істотно відрізняється від думки більшості аналітиків. Особливою популярністю прогнози Степана Демури почали користуватися під час кризи 2008 року, коли він завчасно передбачив спад на іпотечному ринку США. Також аналітик попереджав про падіння цін на нафту і курсу рубля в 2014 році.

## Біографія
Степан Демура народився 12 серпня 1967 року в Москві.Закінчив Московський фізико-технічний інститут за фахом «Інженер-ракетник» і Чиказький університет (США, Іллінойс).
Більше 12 років працював у США як консультант, фінансовий інженер, а також викладач Чиказького університету.З 1994 по 2001 роки працював трейдером і аналітиком на ринку деривативів на державні облігації США. На Російському фондовому ринку працює з 2004 року.

### Кар'єра на телебаченні і радіо
У Росії зробив кар'єру на телебаченні як ведучий фінансових програм на РБК, але був звільнений за зауваження на адресу колег в непрофесіоналізмі (керівництво каналу порахувало, що він порушив професійну етику).
За словами Степана Демури, з РБК його звільнили за те, що передбачив падіння ВВП в Росії, а також за критику дій російського президента Володимира Путіна. Тим не менше, він досі регулярно з'являється в етері різних програм телеканалу.
З 2013 року також вів авторську програму на радіостанції «Фінам FM».

## Походження прізвища
В етері радіостанції «Ехо Вологди» 7 вересня 2015 року на запитання користувача ВКонтакте Вєні Лібермана: «Доброго дня, Степан Геннадійович. Ви якось говорили, що наполовину українець. В архівах Полтавської та Черкаської областей зустрічається старовинний рід козацької старшини Демури. Це, бува, не Ваші предки?». Степан Демура відповів: «Ой, Ви знаєте, я не знаю, чесно кажучи. Я знаю, що предків, коли була Столипінська реформа, з України їх вивезли в Сибір. До речі, у Приморському краї, неподалік від міста Уссурійська дуже багато людей із прізвищем Демура, українці-козаки. Так що, цілком можливо.» За дослідженням українського лінгвіста К. М. Тищенка слово «демурин» означає «суд арабів». На теренах України зберігаються топоніми з кореневим словом «демурин» (смт Демурине, село Демурино-Варварівка та ін.)

## Погляди
Є прихильником Хвильової теорії Елліотта в аналізі фінансових ринків. Зокрема підтримує погляди Роберта Пректера.